# グリーン郡 (ペンシルベニア州)
グリーン郡（英: Greene County）は、アメリカ合衆国ペンシルベニア州の南西隅に位置する郡である。2010年国勢調査での人口は38,686人であり、2000年の40,672人から4.9%減少した。郡庁所在地はウェインズバーグ・ボロ（人口4,176人）であり、同郡で人口最大の町でもある。郡名はアメリカ独立戦争の将軍ナサニエル・グリーンに因んで名付けられた。グリーン郡は、以前バージニア州が領有を主張していたウェストオーガスタ地区に入っている。

## 地理
アメリカ合衆国国勢調査局に拠れば、郡域全面積は578平方マイル (1,497.0 km2)であり、このうち陸地576平方マイル (1,491.8 km2)、水域は2平方マイル (5.2 km2)で水域率は0.36%である。

### 交通

#### 主要高規格道路
- ペンシルベニア州道18号線 - 2つの州境に触れることでは州内でも数少ない州道の1つ。フリーポイントのウェストバージニア州境に始まり、郡南西部のうねりのある丘陵部を蛇行し、州道21号線に合流して郡庁所在地のウェインズバーグに入り、北西部に曲がってワシントン郡に入る。
- アメリカ国道19号線 - 郡内を南北に抜ける幹線道、州間高速道路に並行し、バイパスもある。ウェストバージニアから入り、ワシントン郡田園部に抜ける。郡内の小さな町をウェインズバーグと繋ぎ、一部州道21号線と合流している。
- ペンシルベニア州道21号線 - ロイ・E・ファーマン・ハイウェイとも呼ばれる。東西方向の幹線道。ウェストバージニア州北パンハンドル部との州境に始まり、人口の少ない郡西部をウェインズバーグに向かう。ウェインズバーグのメインストリートとなり、4車線部分には大型郊外型ショッピングセンターや商店街がある。2車線と4車線区間が交互になり、東部丘陵部を抜けて、モノンガヒラ川を渡り、ファイエット郡に入る。
- 州間高速道路79号線 - ウェストバージニア州モーガンタウンとピッツバーグを繋ぐ区間で短距離のみ郡内にはいり、ウェインズバーグ他小さな町のアクセスになっている。
- ペンシルベニア州道88号線 - ピッツバーグ郊外とモノンガヒラ・バレーを抜ける長く曲がりくねった道路、カーマイケルズやライシズランディングなどの小さなボロを抜け、モノンガヒラ川に架かる橋を越えてファイエット郡のポイントマリオンが終端となる。
- ペンシルベニア州道188号線 - ウェインズバーグの事業地区があるフランクリン・タウンシップと、モーガンおよびジェファーソン各タウンシップを繋ぐ。
- ペンシルベニア州道218号線 - ウェインズバーグとウェストバージニア州道218号線とを繋ぐ。
- ペンシルベニア州道221号線 - 郡北部を通り、州道188号線のモーガン・タウンシップで終わる。
- ペンシルベニア州道231号線 - ワシントン郡とグリーン郡の郡境に跨り、短区間モリス・タウンシップに入る。

#### 空港
グリーン郡空港は郡が所有する公共用途空港であり、ウェインズバーグ中央事業地区の東2海里1(4 km) にある。

### 隣接する郡
- ワシントン郡 - 北
- ファイエット郡 - 東
- モノンガリア郡 (ウェストバージニア州) - 南
- ウェッツェル郡 (ウェストバージニア州) - 南西
- マーシャル郡 (ウェストバージニア州) - 西

## 郡政府と政治
2010年11月時点で郡内には50,640人の登録有権者がいた。
- 民主党: 34,728 (55.56%)
- 共和党: 6,840 (27.01%)
- その他政党: 1,868 (7.45%)

グリーン郡はアメリカ合衆国下院議員ペンシルベニア州第9および第18選挙区に属し、2013年時点ではどちらも共和党員を選出している。ペンシルベニア州議会上院では第46選挙区に属しており、下院では第50選挙区に属している。2013年時点ではどちらも民主党員を選出している。

## 人口動態
以下は2010年国勢調査による人口統計データである。
| 基礎データ - 人口: 38,686人 - 世帯数: 14,724 世帯 - 家族数: 9,970 家族 - 人口密度: 26人/km2（67人/mi2） - 住居数: 16,678軒 - 住居密度: 11軒/km2（29軒/mi2） 人種別人口構成 - 白人: 94.6% - アフリカン・アメリカン: 3.3% - ネイティブ・アメリカン: 0.2% - アジア人: 0.3% - 太平洋諸島系: 0.0% - その他の人種: 0.7% - 混血: 1.0% - ヒスパニック・ラテン系: 1.2% | 年齢別人口構成 - 18歳未満: 19.9% - 18-24歳: 9.9% - 25-44歳: 25.5% - 45-64歳: 29.3% - 65歳以上: 15.3% - 年齢の中央値: 41歳 - 性比（女性100人あたり男性の人口） - 総人口: 106.2 - 18歳以上: 105.6 世帯と家族（対世帯数） - 18歳未満の子供がいる: 29.3% - 結婚・同居している夫婦: 51.5% - 未婚・離婚・死別女性が世帯主: 10.9% - 非家族世帯: 32.3% - 単身世帯: 27.0% - 65歳以上の老人1人暮らし: 11.7% - 平均構成人数 - 世帯: 2.42人 - 家族: 2.91人 |

## 都市と町

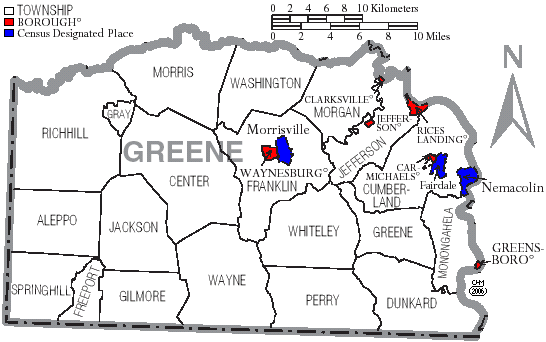
グリーン郡の自治体、ボロは赤、タウンシップは白、国勢調査指定地域は青

ペンシルベニア州法の下では4種類の自治体がある。市、ボロ、タウンシップ、町である。郡内に市は無い。

### ボロ
| - カーマイケルズ - クラークスビル - グリーンズボロ | - ジェファーソン - ライシズランディング - ウェインズバーグ - 郡庁所在地 |

### タウンシップ
| - アレッポ - センター - カンバーランド - ダンカード - フランクリン - フリーポート - [ギルモア | - グレイ - グリーン - ジャクソン - ジェファーソン - モノンガヒラ - モーガン - モリス | - ペリー - リッチヒル - スプリングヒル - ワシントン - ウェイン - ホワイトリー |

### 国勢調査指定地域
国勢調査指定地域はアメリカ合衆国国勢調査局が人口統計データを取るために設定した地域である。州法の下では実際の司法権が及ぶ範囲ではない。村などその他の未編入領域も下記に挙げる。

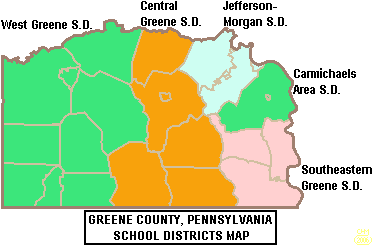
グリーン郡教育学区の区分図

| - ボブタウン - ブレイブ - クルーシブル - ドライタバーン - フェアデール | - メイプルタウン - マザー - モリスビル - マウントモリス - ネマコリン | - ニューフリーポート - ロジャーズビル - ウェストウェインズバーグ - ワインドリッジ |

## 教育

### 公共教育学区
- カーマイケルズ地域教育学区
- セントラル・グリーン教育学区
- ジェファーソン・モーガン教育学区
- サウスイースタン・グリーン教育学区
- ウェスト・グリーン教育学区

- グリーン郡職業訓練校 - ウェインズバーグ
- SCI-グリーン

### 私立学校
- グリーン・バレー・クリスチャン学校 - ライシズランディング
- オープンドア・クリスチャン学校 - ウェインズバーグ
- オルターナティブ教育プログラム - カーマイケルズ
- イースト・フランクリン学校 - ウェインズバーグ
- レインボウ・ラーニング・センター - ウェインズバーグ
- ワンダーイアーズ・デイケア - カーマイケルズ

### 図書館
- エバ・K・ボウリー公共図書館 - ウェインズバーグ
- フレニケン公共図書館 - カーマイケルズ
- グリーン郡図書館システム - ジェファーソン